# Sinophorus japonicus
Sinophorus japonicus là một loài tò vò trong họ Ichneumonidae.